# Alcantarillaïte
L'alcantarillaïte est un minéral, arséniate de calcium, fer et tungstène, qui a été décrit comme une espèce à partir de spécimens trouvés dans la mine d'Alcantarilla à Belalcázar, province de Córdoba en Espagne. Compte tenu de la complexité et des particularités de sa composition chimique, elle n'a pas pu être identifiée initialement — elle ait été provisoirement considérée comme de la phyllotungstite —, les chercheurs présageaient déjà qu'il s'agissait probablement d'une nouvelle espèce. Elle a ensuite été décrite comme une nouvelle espèce, qui a été acceptée par l'Association internationale de minéralogie, l'IMA, en 2019, avec la formule chimique complexe : [ Fe3+0.5(H2O)4][ CaAs3+2(Fe3+2.5W6+0.5)(AsO4)2O7] et le symbole Alc. Elle intègre le groupe de la walentaïte. Son nom du minéral dérive de celui de la mine où elle a été trouvée.

## Propriétés
Bien que l'alcantarillaite soit structurellement apparentée à la walentaïte, elle représente une combinaison d'éléments jusqu'alors unique. Il est de couleur jaune canari foncé et forme des cristaux tabulaires ou lamellaires atteignant un quart de millimètre de taille, serrés et divergents.
Le matériau type se présente comme un remplissage jaune citron avec de la scorodite massive dans les fissures et fissures dans le quartz adjacent à la löllingite. On la trouve également sous forme de minuscules rosettes jaunes tapissant les cavités et sous forme de sphéroïdes de lames ultrafines.
Caractéristiques physiques : Alcantarillaite se distingue par sa couleur jaune citron frappante et sa trace jaune pâle. Il présente un éclat vitreux et une clivage parfait le long des plans {100}. Le minéral est fragile et présente une fracture irrégulière ou inégale. Sa densité spécifique calculée est d'environ 3,06 g/cm3.

### Propriétés optiques
L'alcantarillaïte est biaxe négatif, avec des valeurs d'indice de réfraction de nα = 1,703, nβ = 1,800(5) et nγ = 1,850(5). Elle présente un relief de surface très élevé et une dispersion modérée, avec une prédominance des indices de réfraction r par rapport à v. La biréfringence maximale est mesurée à δ = 0,147.

### Cristallographie
L'alcantarillaïte cristallise dans le système cristallin orthorhombique, plus précisément dans le groupe d'espace Imma. Sa structure cristalline est décrite comme des lames extrêmement fines allongées, de forme courbe et présentant des lamelles sub-parallèles. Les cristaux peuvent atteindre une longueur allant jusqu'à 0,1 mm et ont une épaisseur de seulement 1 à 2 μm.

## Gisements
L'Alcantarillaïte est un minéral secondaire, formé par l'altération d'arséniures (probablement de la löllingite) en présence de minéraux de tungstène. Le seul gisement connu à ce jour est sa localité type, la mine Alcantarilla (ou Nuestra señora de las Alcantarillas), à Belalcázar, province de Cordoue. Elle se trouve dans les fissures et les cavités d'un filon de quartz associé à de l'arsénopyrite, de la parasimplésite, de la karibibite et occasionnellement de la ferbérite.